# Kirnitzschtal
Kirnitzschtal este o comună din landul Saxonia, Germania.